# Liste der Ständigen Vertreter Portugals bei der NATO

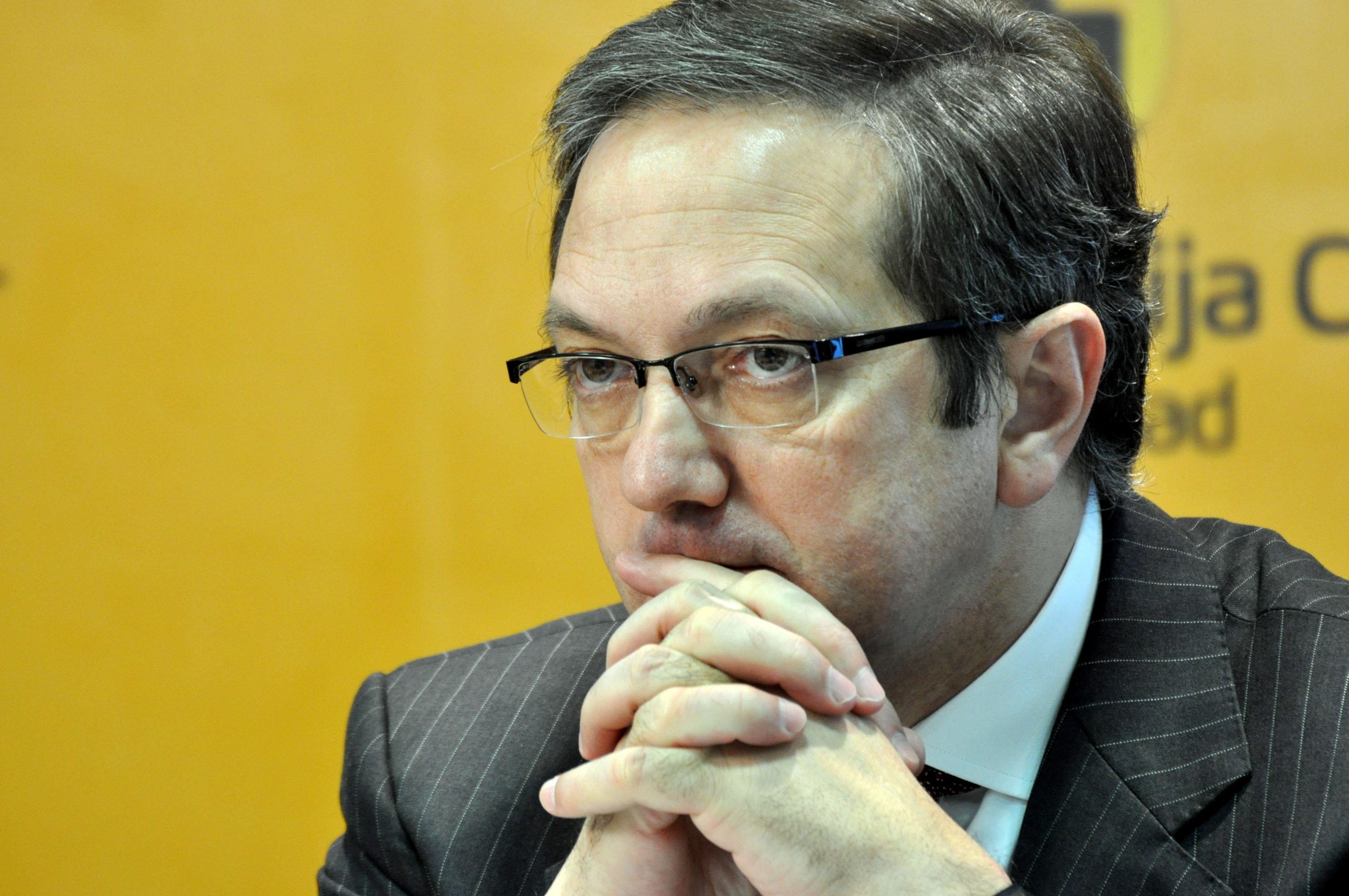
Botschafter Caetano Luís Pequito de Almeida Sampaio, seit 2015 Vertreter Portugals bei der NATO

Die Liste der portugiesischen Botschafter bei der NATO listet die Botschafter der Republik Portugal bei der NATO in Brüssel auf.
Portugal war 1949 Gründungsmitglied der NATO und entsendet seit 1952 einen Ständigen Vertreter dorthin.
| Name                                                   | Amtszeit                               |
| ------------------------------------------------------ | -------------------------------------- |
| Pedro Tovar de Lemos                                   | ab 30. Mai 1952                        |
| António Augusto Braga Leite de Faria                   | ab 9. Januar 1958                      |
| Vasco Pereira da Cunha                                 | ab 15. April 1961                      |
| Albano Pires Fernandes Nogueira                        | ab 9. Juni 1970                        |
| José Manuel Peixoto de Vilas Boas de Vasconcelos Faria | 16. Juli 1979 – 12. Mai 1984           |
| António Augusto Marques da Costa Vaz Pereira           | 25. April 1984 – 5. Juni 1989          |
| José Gregório Faria Quiteres                           | 5. Juni 1989 – 6. Januar 1995          |
| António de Mendonça Martins da Cruz                    | 7. Januar 1995 – 11. Mai 1999          |
| Fernando António de Lacerda Andersen Guimarães         | 14. Mai 1999 – 13. November 2003       |
| José Pacheco Luiz Gomes                                | 17. November 2003 – 15. Dezember 2006  |
| Manuel Tomás Fernandes Pereira                         | 18. Dezember 2006 – 26. September 2010 |
| João Mira Gomes                                        | 27. November 2010 – 27. November 2015  |
| Caetano Luís Pequito de Almeida Sampaio                | seit 26. September 2015                |